# Brackenborough
Brackenborough är en by i civil parish Brackenborough with Little Grimsby, i distriktet East Lindsey, i grevskapet Lincolnshire, i England. Byn är belägen 3 km från Louth. Brackenborough var en civil parish fram till 1987 när blev den en del av Brackenborough with Little Grimsby. Civil parish hade 48 invånare år 1971. Byar nämndes i Domedagsboken (Domesday Book) år 1086, och kallades då Brachenberg.